# 6092 Johnmason
A 6092 Johnmason (ideiglenes jelöléssel 1990 MN) a Naprendszer kisbolygóövében található aszteroida. Eleanor F. Helin fedezte fel 1990. június 27-én.